# تفاعل تسلسلي
التفاعل التسلسلي أو التفاعل السلسلي تتابع من التفاعلات حيث تؤدى النواتج أو النواتج الفرعية إلى تفاعلات أخرى.
كما يمكن التعبير عنه أنه حدوث عملية تغير فيزيائية أو كيميائية ينتج عنها تغيرات مماثلة إما أن يكون فيها أحد نواتج تفاعل ما عبارة مادة متفاعلة في التفاعل الذي يليه، أو أن تكون الطاقة المتحررة عن تفاعل ما كافية، لتنشيط التفاعل التالي.
يمكن لـ معدل التفاعل التسلسلي، وهو عدد التفاعلات في الثانية، أن يزيد أو ينقص خلال هذا التفاعل التسلسلي، كما أنه يمكن أن يبقى ثابتاً.

## تفاعل تسلسلي كيميائي
تعد تفاعلات الاشتعال الانفجاري للمواد المتفجرة من التفاعلات التسلسلية الكيميائية حيث يؤدي تحرير الطاقة من تفاعل أولي (الضغط على الزناد على سبيل المثال) إلى زيادة معدل التفاعل التسلسلي وتزايد لكمية الطاقة المتحررة من التفاعلات الناشرة للحرارة وذلك حتى نفاد كمية المتفاعلات أو حدوث تفاعل مثبط يوقف السلسلة.
تشكل التفاعلات الجذرية مثال آخر للتفاعلات التسلسلية الكيميائية حيث يؤدي التحام الجذور مع جزيئات أخرى موجودة في نفس الوسط إلى تشكيل جذور جديدة في التفاعل الكيميائي حيث يكون ناتج التفاعل نفسه متفاعل مما يؤدي لتفاعلات أخرى مشابهة. ومثال على ذلك كل خطوة في H2 + Cl2 تقوم باستهلاك جزيء من H2 أو Cl2، وجذر حر H• أو Cl•لإنتاج جزيء من HCl وجذر حر أخر.
تحدث هذه التفاعلات الجذرية غالبا في تفاعلات البلمرة أو تفاعلات التبادل الجذري

## تفاعل تسلسلي انشطاري

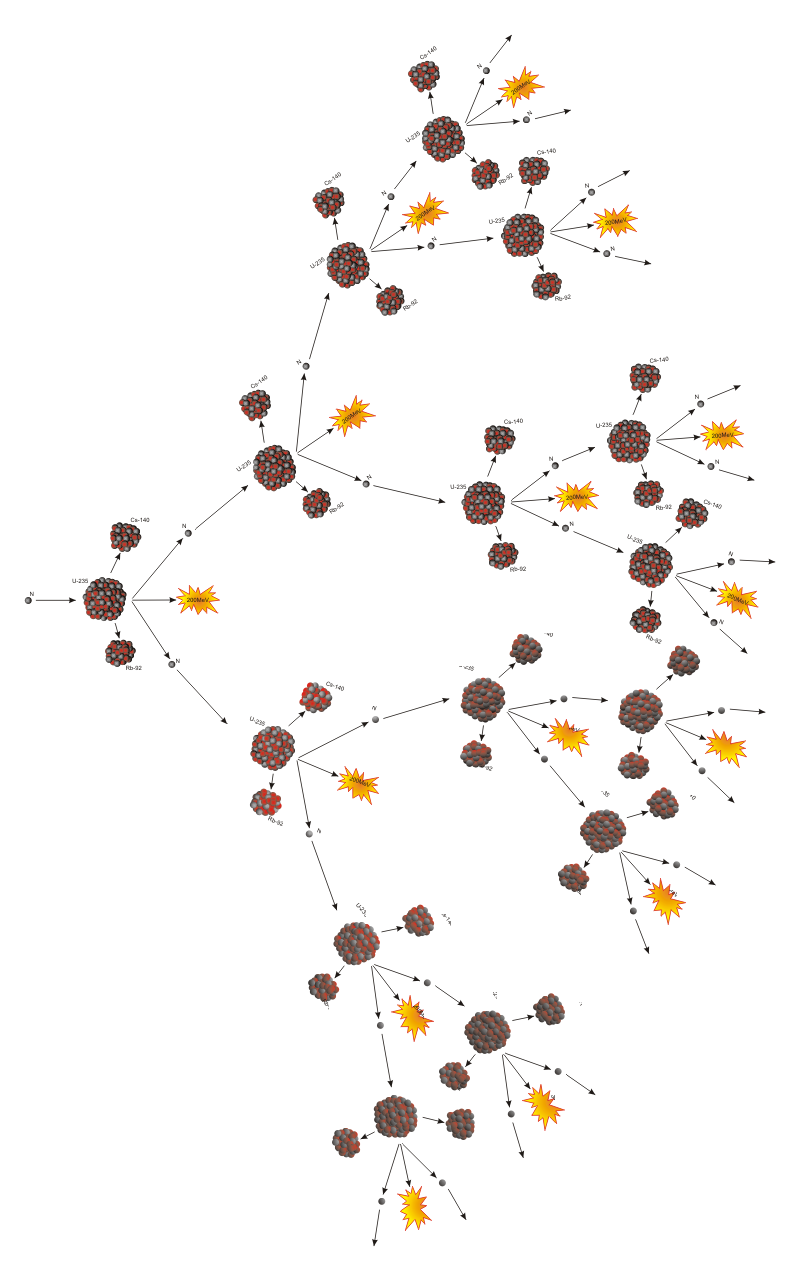
تفاعل انشطاري تسلسلي مع اليورانيوم U-235

- الانشطار النووي التسلسلي: يسبب اصطدام النيوترون مع نواة ذرة انشطارية، مثل يورانيوم-235 أو بلوتونيوم-239 إلى انشطار النواة وطرد من 2 إلى 3 من النيوترونات، التي تصطدم بدورها بأنوية أخرى وينتج عنه عددا أكبر من النيوترونات تشترك في التفاعل (انظر الشكل).

يصحب ذلك الانشطار النووي الذي يتم بأكمله خلال جزء من ثانية ارتفاع مهول في درجة الحرارة والضغط، وتكون مدمرة، وعلى أساس هذا التفاعل النووي بنيت القنابل الذرية الانشطارية. ويسمي هاذا التفاعل التفاعل الانشطاري لأن نواة ذرة اليورانيوم-235 تنقسم خلال اصطدام النيوترون بها إلى جزئين مع إصدار عدد 2 - 3 من النيوترونات.
أما في المفاعل النووي فيجري التحكم في التفاعل المتسلسل بحيث يثبت على معدل معين، ومنع تلك الزيادة العارمة. ويجري التحكم بأن يشترك نيوترون في التفاعل ويـُمتص من النيوترونات الناتجة 1 نيوترون في مادة أخرى مثل الكادميوم والماء (اقرأ كتلة حرجة)، أي أن يُنتج كل نيوترون داخل في التفاعل نيوترونا خارج من التفاعل. ومن أجل زيادة الطاقة الناتجة يقوم المختصون بزيادة معدل التفاعل (عدد التفاعلات في الثانية)، وإذا أخفض المختصون معدل التفاعل انخفضت بالتالي الطاقة الناتجة.

### تفاعل متسلسل
عندما يتفاعل النيوترون مع نواة اليورانيوم وعلى الأخص اليورانيوم-235 تنقسم النواة إلى قسمين متساويين تقريبا ً، مع انطلاق عدد 2 من النيوترونات. فيتفاعل هذان النيوترونان مع نواتي ذرتي يورانيوم-235، وينشأ عن ذلك التفاعل عدد 4 من النيوترونات، التي تتفاعل بدورها مع اليورانيوم-235 وينتجوا عدد 8 من النيوترونات، وهكذا يستمر التفاعل بين النيوترونات مع اليورانيوم بإنتاج 16 ثم 32 ثم 64... من النيوترونات، ولذلك سمي هذا التفاعل التفاعل المتسلسل.هذه هي فكرة القنبلة الذرية حيث يتم هذا التفاعل بسرعة هائلة في ظرف فترة زمنية أقل من الثانية الواحدة، ويصحب ذلك انطلاق لطاقة هائلة على هيئة حرارة تقدر بملايين الدرجات كما يظهر جزء من تلك الطاقة على هيئة إشعاع ذري بالغ الشدة مميت للأحياء التي تـُصاب به.
- يتم هذا التفاعل أيضا ً في المفاعلات النووية التي تولد الطاقة ولكن بطريقة منتظمة، بحيث لا يتزايد معدل تفاعل النيوترونات مع اليورانيوم-235، بل يـُضبط هذا المعدل عند مستوى مرغوب فيه لتوليد الطاقة. ونحصل على هذا الانضباط أولا بالماء الموجود في المفاعل وهو يعمل على امتصاص الزائد من النيوترونات، بالإصافة إلى تزويد المفاعل بقضبان من مادة تمتص بشدة النيوترونات، وهذه المادة هي معدن الكادميوم. وبوساطة تلك القضبان يتم تشغيل وضبط المفاعل الذري، كما بواسطة تغطيس قضبان الكادميوم كليةً في المفاعل يمكن توقيف سريان التفاعل وإغلاقه. ويُستفاد من الطاقة المولدة في المفاعل بتحويلها إلي طاقة كهربائية نستغلها في الصناعة، والإنارة، وفي الاستعمال المنزلي.